# Niall Horan
Niall James Horan (Mullingar, 13 de setembro de 1993), mais conhecido como Niall Horan é um cantor e compositor irlandês. Ele ficou conhecido como membro da boy band One Direction. Em 2010, Horan fez o teste como competidor solo na competição britânica The X Factor. Depois de serem eliminados como artistas solo, Horan, Zayn Malik, Liam Payne, Harry Styles e Louis Tomlinson foram reunidos em uma banda.
Após o hiato da banda em 2016, Horan assinou um contrato como artista solo com a Capitol Records. Seus singles "This Town" e "Slow Hands" de seu primeiro álbum de estúdio, Flicker (2017) alcançaram o top 20 em vários países. O álbum estreou no número um na Irlanda e nos Estados Unidos, além de figurar entre os três primeiros na Austrália e no Reino Unido. Ele embarcou na turnê Flicker Sessions (2017) e na Flicker World Tour (2018) em suporte ao álbum. O segundo álbum de estúdio de Horan, Heartbreak Weather, foi lançado em 13 de março de 2020 e estreou no número quatro nos Estados Unidos e número um no Reino Unido, Irlanda e México.

## Início de vida
Niall nasceu em 13 de setembro de 1993 em Mullingar na Irlanda. É filho de Maura Gallagher e Bobby Horan, e tem um irmão mais velho chamado Greg, seus pais se separaram quando era criança. Horan estudou na Coláiste Mhuiri e Congrenation of Christian Brothers, nesta época participou do coral.
Horan tentou tocar violão que seu irmão tocou no Natal, mas não foi capaz de tocá-lo. Horan, então com 11 anos, aprendeu a tocar violão seguindo os tutoriais do YouTube. Sua tia descobriu seu talento um dia, quando ela estava no carro com Niall quando ele começou a cantar. Ela originalmente pensou que o rádio estava ligado. Quando adolescente, ele se apresentou no Mullingar Arts Center durante uma arrecadação de fundos para o time de futebol local, o Shamrocks. Ele também estava conseguindo uma vaga de suporte com o ex-concorrente do X Factor Lloyd Daniels no clube da Academia em Dublin. Quando criança, ele mostrou interesse pela música depois que sua família lhe deu um violão no Natal. Ele também aspirava a ser "um grande nome", como Beyoncé e Justin Bieber, e cita Michael Bublé como uma de suas maiores influências.

## Carreira

### 2010:The X Factor
Em 2010, aos dezesseis anos, Horan fez o teste para a sétima série do The X Factor em Dublin. Ele cantou "So Sick" e recebeu comentários mistos dos juízes. Louis Walsh estava a seu favor, mas Cheryl Cole e a juíza convidada Katy Perry sentiram que ele precisava de algum tempo para crescer. Simon Cowell votou para deixá-lo passar, Cole disse que não, Walsh disse que sim e Perry decidiu votar. Horan foi então levado para o acampamento.

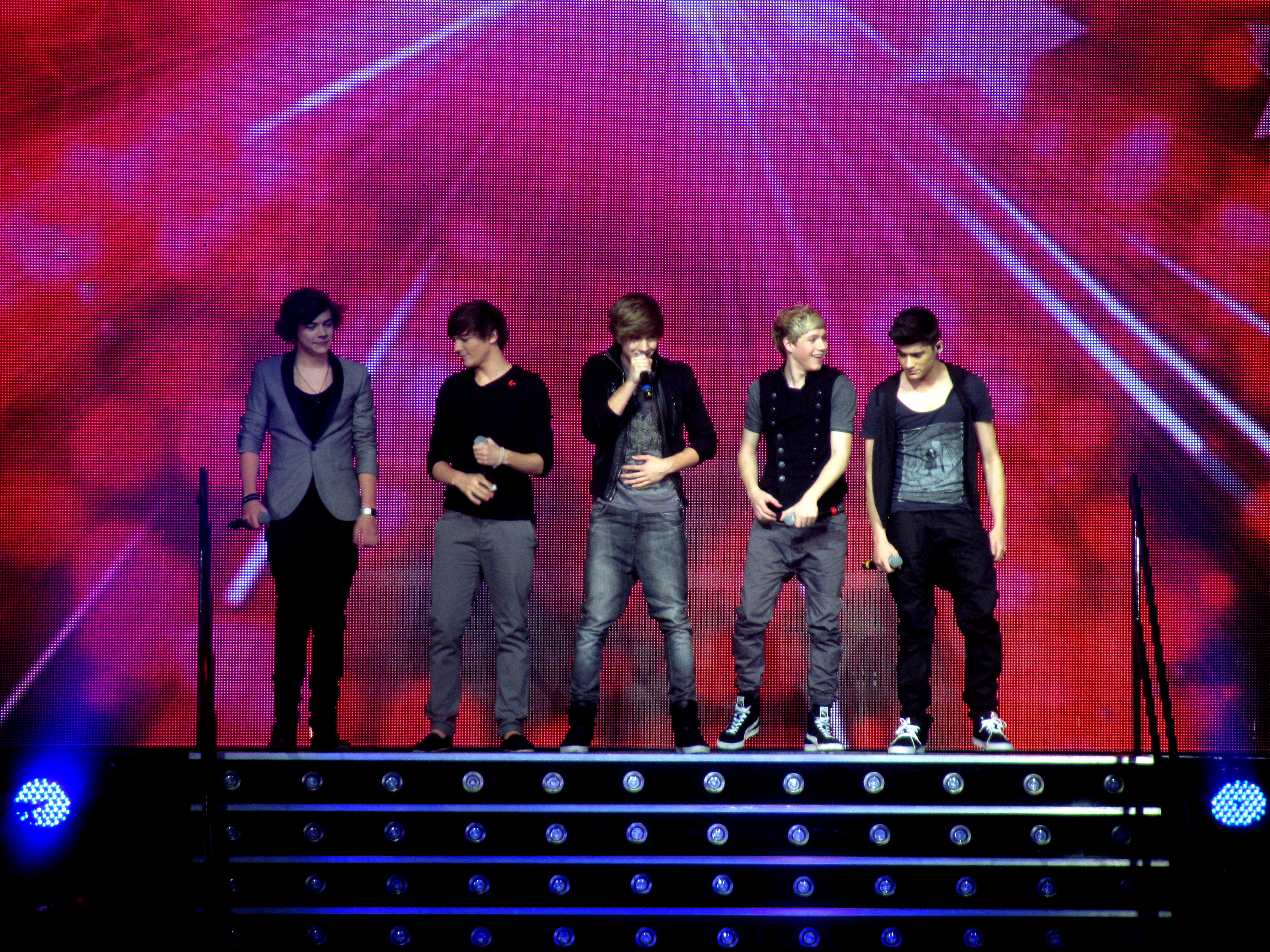
Horan com a One Direction no Live Tour em 2011

No bootcamp, ele cantou "Champagne Supernova", mas não conseguiu se classificar para a categoria. Após uma sugestão da juíza convidada Nicole Scherzinger, Horan foi colocado em um grupo com quatro garotos que também não conseguiram seguir em frente na competição e, como eram bons demais para deixar ir, os juízes decidiram concordar com Scherzinger. Horan, juntamente com Harry Styles, Liam Payne, Louis Tomlinson e Zayn Malik formaram o One Direction. Styles criou o nome da banda, que ele achou que soaria bem quando o apresentador Peter Dickson leu o nome deles nos shows ao vivo.
O grupo se reuniu por duas semanas para se conhecer e praticar. Por sua música de qualificação nas "casas dos juízes" e sua primeira música como grupo, o One Direction cantou uma versão acústica de "Torn". Mais tarde, Simon Cowell comentou que a apresentação o convenceu de que o grupo "era confiante, divertido, como uma gangue de amigos e meio destemido também". Nas primeiras quatro semanas dos shows, eles foram o último ato de Cowell na competição. Durante a competição, a banda tocou músicas diferentes, como "My Life Would Suck Without You" de Kelly Clarkson e "Total Eclipse of the Heart" de Bonnie Tyler.", ganhando popularidade rapidamente nas Ilhas Prata. Terminaram em 3º lugar, atrás da vice-campeã Rebecca Ferguson e do vencedor Matt Cardle.

### 2011–2015: One Direction
Após o X Factor, o One Direction foi assinado por Cowell com um contrato de registro de Syco de 2 milhões de libras. Eles começaram a gravar seu álbum de estréia em Los Angeles em janeiro de 2011. Em fevereiro, um livro licenciado pela One Direction, One Direction: Forever Young (Our Official X Factor Story), foi lançado e liderou a lista dos mais vendidos do The Sunday Times. Nesse mesmo mês, a banda e outros participantes da série participaram da turnê ao vivo do The X Factor. Durante a turnê, o grupo se apresentou para 500.000 pessoas em todo o Reino Unido. Após a turnê concluída em abril, o grupo continuou trabalhando em seu álbum de estréia. A gravação ocorreu em Estocolmo, Londres e Los Angeles, com a One Direction trabalhando com produtores como Carl Falk, Savan Kotecha, Steve Mac e Rami Yacoub.
O single de estreia do One Direction, "What Makes You Beautiful", foi lançado em setembro de 2011. Um sucesso global e comercial, a música alcançou o número um em vários países. Os singles subsequentes "Gotta Be You", "One Thing" e "More Than This" também receberam sucesso, com o primeiro dois se tornando os dez melhores hits no Reino Unido. Em novembro daquele ano, o álbum de estreia do grupo "Up All Night" foi lançado na Irlanda e no Reino Unido, alcançando o número um e o número dois nas paradas, respectivamente. O álbum foi lançado internacionalmente em março de 2012 e a One Direction se tornou o primeiro grupo do Reino Unido a ter seu primeiro álbum alcançando o número um nos Estados Unidos. Para promover o álbum, eles embarcaram em sua primeira turnê como atração principal, o Up All Night Tour. Originalmente concebido com shows ocorrendo apenas na Europa, datas adicionais na América do Norte e Austrália foram adicionados devido à extrema demanda. A turnê foi um sucesso comercial, os ingressos esgotaram em minutos e a turnê recebeu críticas positivas de críticos que aplaudiram suas habilidades de canto e presença no palco. Em maio de 2012, a banda lançou o DVD da turnê, Up All Night: The Live Tour. Nesse mesmo mês, o primeiro livro do One Direction a ser licenciado nos Estados Unidos, Dare to Dream: Life as One Direction, foi publicado e encabeçou a lista dos mais vendidos do The New York Times. Em setembro de 2012, o grupo lançou "Live While We Young", o single principal do seu segundo álbum. O segundo single do álbum, "Little Things", gerou o segundo single da banda no Reino Unido. Em novembro de 2012, Take Me Home, segundo álbum do One Direction, foi lançado. Chegou ao número um em mais de 35 países, e depois de alcançar o número um na Billboard 200, o grupo se tornou a primeira boy band na história das paradas dos EUA a gravar dois álbuns número um. No mesmo ano civil, além de se tornar o primeiro grupo desde 2008 a gravar dois álbuns número um no mesmo ano. Para apoiar o álbum, eles embarcaram em sua segunda turnê, a Take Me Home Tour, fazendo mais de 120 shows em quatro continentes. Em agosto de 2013, One Direction: This Is Us, um documentário em 3D para concertos foi lançado e foi um sucesso de bilheteria, arrecadando mais de US $68,5 milhões. O terceiro livro de One Direction, One Direction: Where We Are: Our Band, Our Story: 100% Official, foi lançado no mesmo mês.

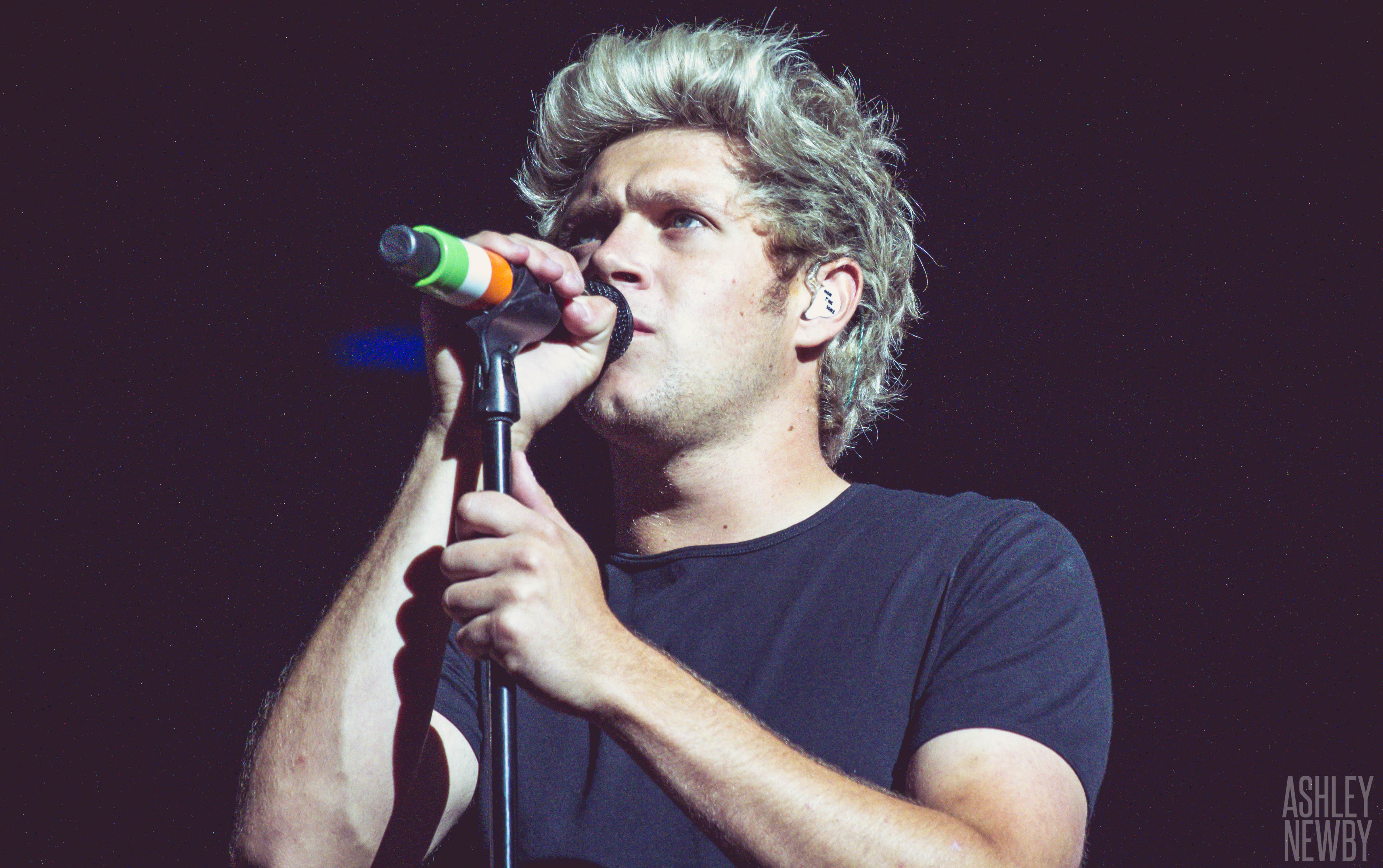
Horan durante a On the Road Again Tour em 2015

O terceiro álbum de estúdio da banda, Midnight Memories, foi lançado em 25 de novembro de 2013. Foi o álbum mais vendido em todo o mundo em 2013, com 4 milhões de cópias vendidas em todo o mundo. "Best Song Ever", o primeiro single do álbum, se tornou a música de maior sucesso do One Direction nos Estados Unidos. Após o lançamento do álbum, o grupo embarcou na turnê Where We Are Tour. A banda teve uma média de 49.848 fãs por show, com ingressos esgotados no minuto em que a venda de ingressos começou.  A turnê arrecadou mais de $290 milhões e foi a turnê com mais bilheteria de 2014.
Em novembro de 2014, o One Direction lançou seu quarto álbum Four, que inclui os singles "Steal My Girl" e "Night Changes", ambas as músicas obtiveram certificação de platina nos Estados Unidos. Em fevereiro de 2015, a banda embarcou em turnê On The Road Again, com shows na Austrália, Ásia, África, Europa e América do Norte. É vendido mais do que 2,3 milhões de entradas com um lucro de $208 milhões. Em novembro de 2015, seu quinto álbum foi lançado Made in the A.M., com os singles "Drag Me Down" e "Perfect". Após o lançamento do álbum, o grupo entrou em hiato indefinido.

### 2016-2018: Carreira solo e primeiro álbum de estúdioFlicker
Em fevereiro de 2016, ele lançou a Modest Golf, uma empresa de gerenciamento de golfe que Horan fundou juntamente com Mark McDonnell e Ian Watts. Em setembro de 2016, ele foi anunciado que Horan tinha assinado um contato solo com a Capitol Records. Em 29 de setembro de 2016, Horan lançou seu primeiro single solo "This Town". Ele alcançou o número nove na UK Singles Chart e o número vinte na Billboard Hot 100 dos Estados Unidos. Em 4 de maio de 2017, ele lançou seu segundo single "Slow Hands", uma faixa que também entrou no top 10 da UK Singles Chart e no top 20 nos Estados Unidos.
Em uma entrevista à Entertainment Weekly, Horan afirmou que seu próximo álbum, Flicker, foi inspirado por artistas de rock clássico, incluindo Fleetwood Mac e Eagles: "Sempre que eu pegava um violão, eu sempre tocava acordes como esse e tocava dedos". escolha muito e toque esse estilo folclórico". Ele também descreveu a coleção como tendo uma "sensação de folk com pop". Horan embarcou em uma turnê mundial, Flicker Sessions 2017, que começou em agosto para promover o álbum. Horan anunciou que havia contatado a cantora americana Maren Morris para contribuir com sua música "Seeing Blind". Em agosto, ele estreou uma música intitulada "On My Own" no Olympia Theatre de Dublin. Em 15 de setembro de 2017, Horan lançou seu terceiro single do álbum, "Too Much to Ask".
Flicker foi lançado em 20 de outubro de 2017 e estreou no topo da Billboard 200. Também alcançou o número um na Irlanda e na Holanda. Em 8 de novembro de 2017, ele se apresentou ao lado de Maren Morris no 51st Annual Country Music Association Awards. Em 2018, ele embarcou na Flicker World Tour para promover o álbum.

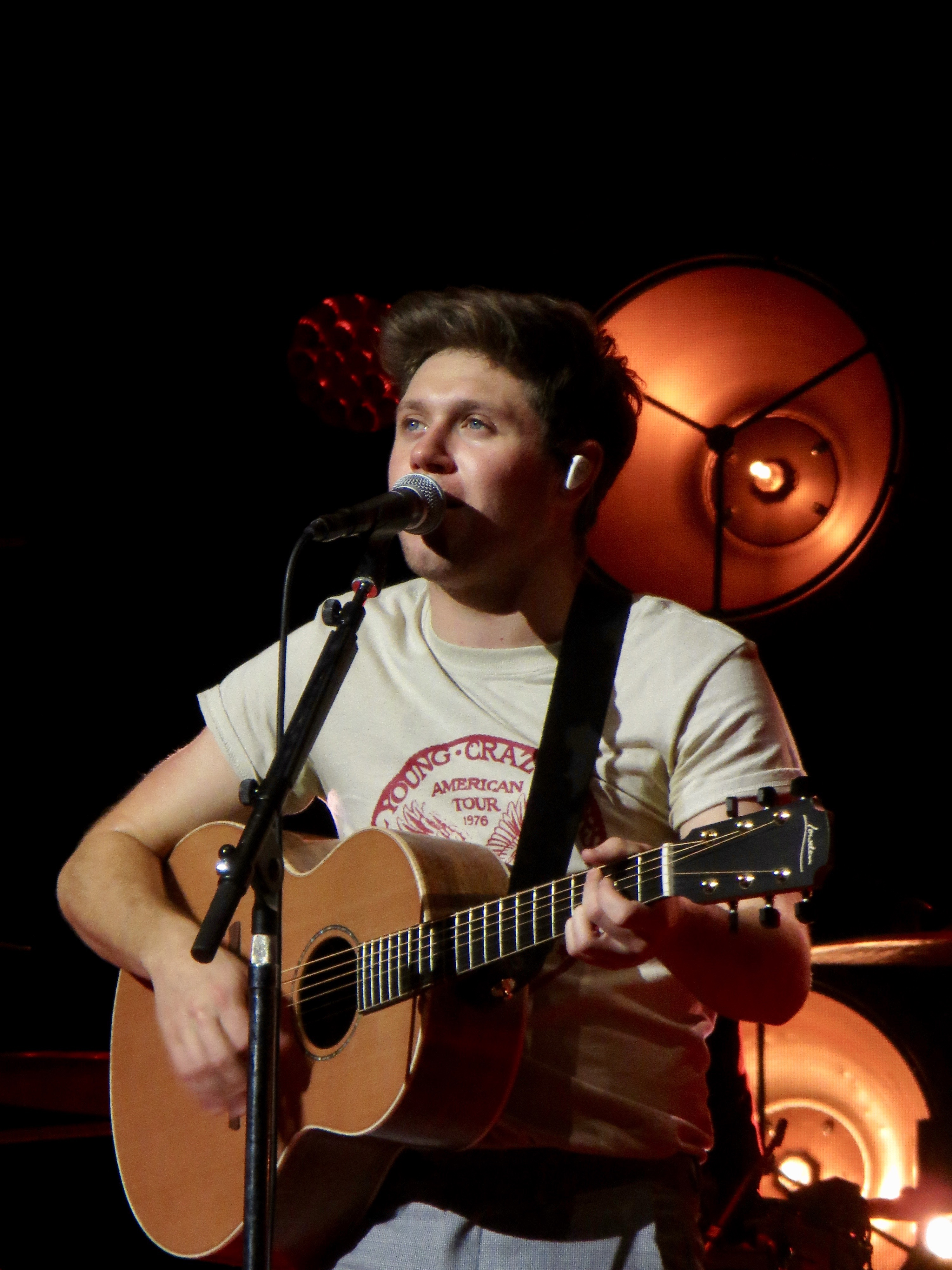
Horan durante a Flicker World Tour em 2018

### 2019–presente:Heartbreak Weather
Em setembro de 2019, Horan afirmou que estava trabalhando em seu segundo álbum de estúdio com Greg Kurstin, que o ajudou com uma balada intitulada "Put a Little Love on Me". O primeiro single do álbum, "Nice to Meet Ya", foi lançado em 4 de outubro de 2019. Em 30 de outubro, Horan anunciou que iria embarcar na turnê de Nice to Meet Ya Tour em 2020. "Put a Little Love on Me" foi lançado como o segundo single do álbum em 6 de dezembro de 2019. Em 7 de fevereiro de 2020, Horan lançou o terceiro single do álbum, "No Judgement", e anunciou o álbum Heartbreak Weather, lançado em 13 de março de 2020. O álbum estreou no número quatro na Billboard 200 dos Estados Unidos e número um na UK Albums Chart do Reino Unido. Devido a preocupações envolvendo a pandemia de coronavírus, Horan cancelou a próxima turnê.

## Arte
O estilo musical de Horan foi classificado como rock suave, folk, pop popular, country, pop e folk indie. Seu álbum de estreia solo foi descrito como estando no "lado mais pop do pop", incorporando elementos da música folclórica, bem como pop rock, soft rock e música country. Em uma entrevista à Digital Spy, Horan citou Michael Bublé como uma de suas maiores influências porque eles tinham histórias de vida semelhantes, como ele foi descoberto por sua tia e o mesmo aconteceu com Bublé, exceto que ele foi descoberto por seu pai. Horan citou Taylor Swift como uma de suas influências, chamando-a de uma das maiores compositoras de sua geração.
Horan também afirmou que ele é um "grande fã de swing", citando seus artistas favoritos como Frank Sinatra, Dean Martin e Bublé. Horan também afirmou que é fã de Justin Bieber e viu Bieber como um modelo de carreira. Horan gosta de música pop e rock e é fã dos Eagles, Fleetwood Mac, Bon Jovi, The Script, Take That e Westlife.

## Vida pessoal
Horan gostava de praticar vários esportes enquanto crescia, incluindo golfe, futebol e futebol gaélico. No verão de 2010, enquanto jogava futebol com os amigos, machucou o joelho e foi diagnosticado com uma rótula flutuante. O problema se repetiu várias vezes nos próximos dois anos, incluindo um incidente de 2013 em que ele deslocou o joelho no palco durante um show em Antuérpia, na Bélgica. Horan foi para os Estados Unidos para uma grande cirurgia reconstrutiva em janeiro de 2014, após o término da turnê. Após a cirurgia, ele foi convidado a fazer fisioterapia com o Chelsea pelo gerente, José Mourinho. Horan passou por mais de sete semanas de fisioterapia com os membros da equipe e seu fisioterapeuta no campo de treinamento em Surrey.
Horan é um defensor do Derby County, do lado do Campeonato da Liga de Futebol. Ele também é um fã de golfe. Ele pode ser visto em vários eventos de golfe e participou do BMW PGA Championship Pro-Am em Wentworth. Ele foi para o golfista profissional Rory McIlroy no concurso Par 3 antes do Torneio de Masters de 2015 em Augusta, na Geórgia. Ele também expressou seu apoio à equipe de críquete da Irlanda. Horan também é fã de rugby. Ele twittou várias vezes em apoio ao time de rugby da Irlanda e foi visto participando de uma partida de rugby em Leinster com Rory McIlroy.
Em 2016, Horan esteve envolvido ativamente com a iniciativa Drive, Chip e Putt, que incentiva e apoia crianças golfistas. Horan também ajudou a promover o Aberto da Irlanda do Norte.
Em abril de 2018, Horan abriu seu diagnóstico de TOC leve e sua ansiedade.
O patrimônio líquido de Horan é estimado em 50 milhões de libras.

## Discografia
- Flicker (2017)
- Heartbreak Weather (2020)
- The Show (2023)

## Filmografia
| Ano  | Título                                         | Personagem              | Notas                                      |
| ---- | ---------------------------------------------- | ----------------------- | ------------------------------------------ |
| 2012 | iCarly                                         | Ele mesmo               | Episódio: "iGo One Direction"              |
| 2013 | One Direction: This Is Us                      | Ele mesmo               | Documentário de turnê                      |
| 2014 | One Direction: Where We Are – The Concert Film | Ele mesmo               | Filme de turnê                             |
| 2017 | One Love Manchester                            | Ele mesmo               | Especial de televisão                      |
| 2019 | Saturday Night Live                            | Himself (musical guest) | Episódio: "Scarlett Johansson"/Niall Horan |
| 2020 | Together at Home                               | Ele mesmo               | Especial de televisão                      |

## Prêmios e indicações
| Ano  | Prêmio                             | Categoria                              | Indicação            | Resultado | Ref.   |
| ---- | ---------------------------------- | -------------------------------------- | -------------------- | --------- | ------ |
| 2016 | BMI London Awards                  | Canção Pop                             |                      | Venceu    | [ 50 ] |
| 2017 | People's Choice Awards             | Artista Revelação Favorito             | Niall Horan          | Venceu    | [ 51 ] |
| 2017 | iHeartRadio Music Awards           | Artista Solo Revelação                 | Niall Horan          | Indicado  | [ 52 ] |
| 2017 | Radio Disney Music Awards          | Melhor Artista Masculino               | Niall Horan          | Venceu    | [ 53 ] |
| 2017 | IHeartRadio MuchMusic Video Awards | Artista Internacional Favorito dos Fãs | Niall Horan          | Venceu    | [ 54 ] |
| 2017 | Teen Choice Awards                 | Canção: Artista Masculino              | "Slow Hands"         | Venceu    | [ 55 ] |
| 2017 | Teen Choice Awards                 | Artista Masculino do Verão             |                      | Indicado  | [ 56 ] |
| 2017 | Telehit Awards                     | Vídeo em inglês                        | "Slow Hands"         | Venceu    | [ 57 ] |
| 2017 | BMI London Awards                  | Canção Pop                             | "This Town"          | Venceu    | [ 58 ] |
| 2017 | American Music Awards              | Artista Revelação do Ano               | Niall Horan          | Venceu    | [ 59 ] |
| 2018 | Global Awards                      | Melhor Canção                          | "Slow Hands"         | Indicado  | [ 60 ] |
| 2018 | Global Awards                      | Melhor Homem                           | Niall Horan          | Indicado  | [ 60 ] |
| 2018 | Global Awards                      | Melhor Pop                             | Niall Horan          | Indicado  | [ 60 ] |
| 2018 | iHeartRadio Music Awards           | Artista Pop Revelação                  | Niall Horan          | Venceu    | [ 61 ] |
| 2018 | iHeartRadio Music Awards           | Melhor Artista Novo                    | Niall Horan          | Indicado  | [ 61 ] |
| 2018 | iHeartRadio Music Awards           | Artista Solo Revelação                 | Niall Horan          | Indicado  | [ 61 ] |
| 2018 | iHeartRadio Music Awards           | Melhor Letra                           | "Slow Hands"         | Venceu    | [ 61 ] |
| 2018 | iHeartRadio Music Awards           | Melhor Cover                           | "Issues"             | Indicado  | [ 61 ] |
| 2018 | BMI Pop Awards                     | Música Premiada                        | "Slow Hands"         | Venceu    | [ 62 ] |
| 2018 | BMI Pop Awards                     | Música Premiada                        | "This Town"          | Venceu    | [ 62 ] |
| 2018 | SOCAN Awards                       | Canção Pop                             | "Slow Hands"         | Venceu    | [ 63 ] |
| 2018 | Teen Choice Awards                 | Artista Masculino                      | Niall Horan          | Indicado  | [ 64 ] |
| 2018 | Teen Choice Awards                 | Artista Masculino do Verão             | Niall Horan          | Indicado  | [ 64 ] |
| 2018 | Teen Choice Awards                 | Turnê do Verão                         | Flicker World Tour   | Indicado  | [ 64 ] |
| 2018 | BMI London Awards                  | Canção Pop                             | "Slow Hands"         | Venceu    | [ 65 ] |
| 2018 | Hollywood Music in Media Awards    | Canção Original – Filme de Animação    | "Finally Free"       | Indicado  | [ 66 ] |
| 2019 | iHeartRadio Music Awards           | Melhor Cover                           | "Crying in the Club" | Indicado  | [ 67 ] |
| 2019 | Teen Choice Awards                 | Colaboração                            | "What a Time"        | Indicado  | [ 68 ] |
| 2019 | BMI London Awards                  | Canção Pop                             | "On the Loose"       | Venceu    | [ 69 ] |
| 2019 | BMI London Awards                  | Canção Pop                             | "Too Much to Ask"    | Venceu    | [ 69 ] |

## Turnês
- Flicker World Tour (2018)
- Nice to Meet Ya Tour (2020 – cancelada devido a pandemia de COVID-19)
- Live On Tour(2024)

Turnês promocionais
- Flicker Sessions (2017)